# Operazione Unified Assistance

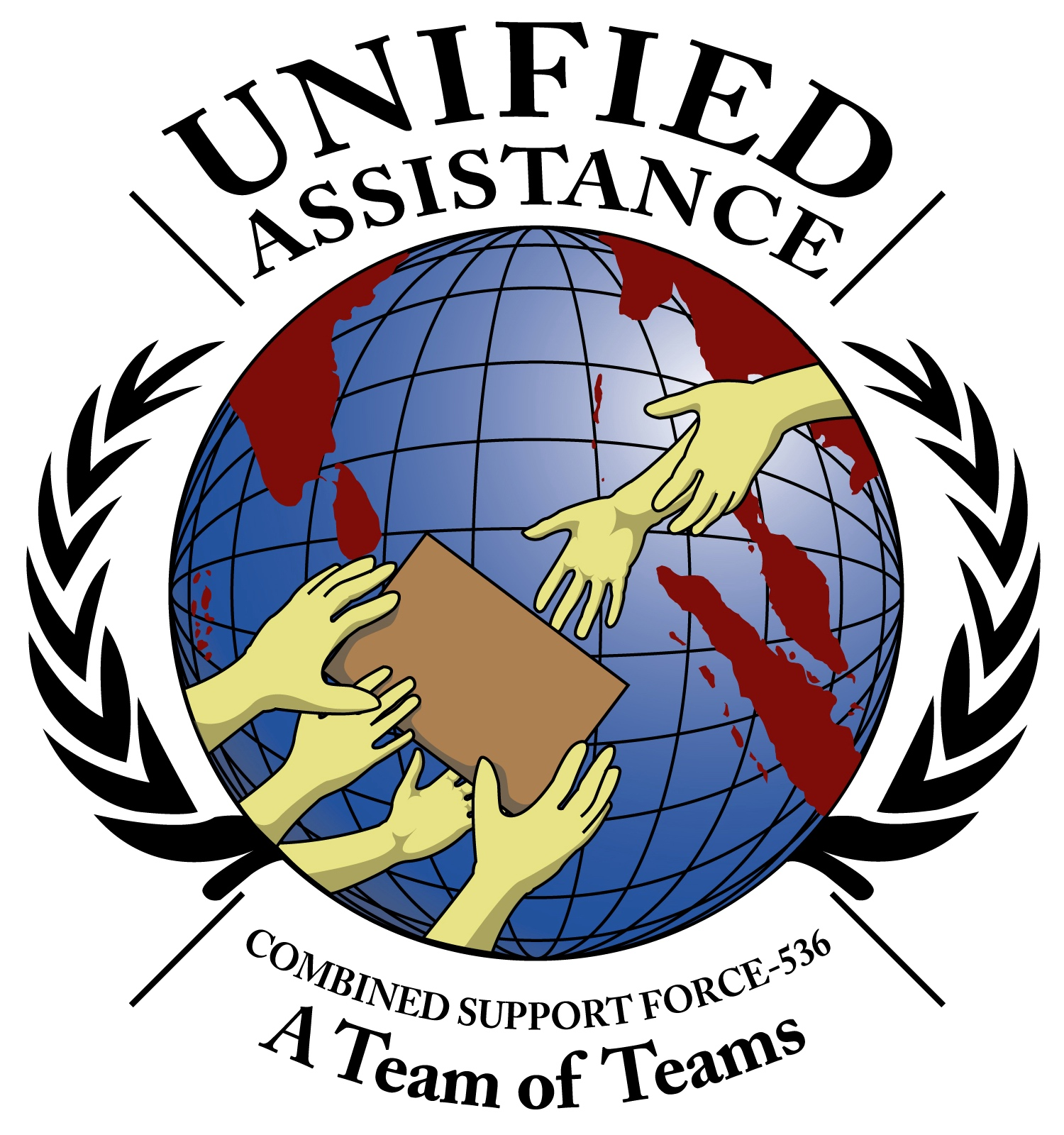
Logo dell'operazione Unified Assistance

Operazione Unified Assistance è il nome dell'iniziativa militare degli Stati Uniti d'America in risposta al terremoto e maremoto dell'Oceano Indiano del 2004.
Il 28 dicembre, i primi elementi della Combined Support Force (CSF-536) furono dislocati presso U-Tapao (Thailandia) previo consenso delle locali autorità per l'utilizzo di quella base.
Più di 12 600 effettivi del Department of Defense furono impegnati nelle attività di soccorso.
Gli Stati Uniti offrirono assistenza traendo personale dalle loro basi in Giappone, e parteciparono alle operazioni del centro di coordinamento civile-militare.

## Aerei

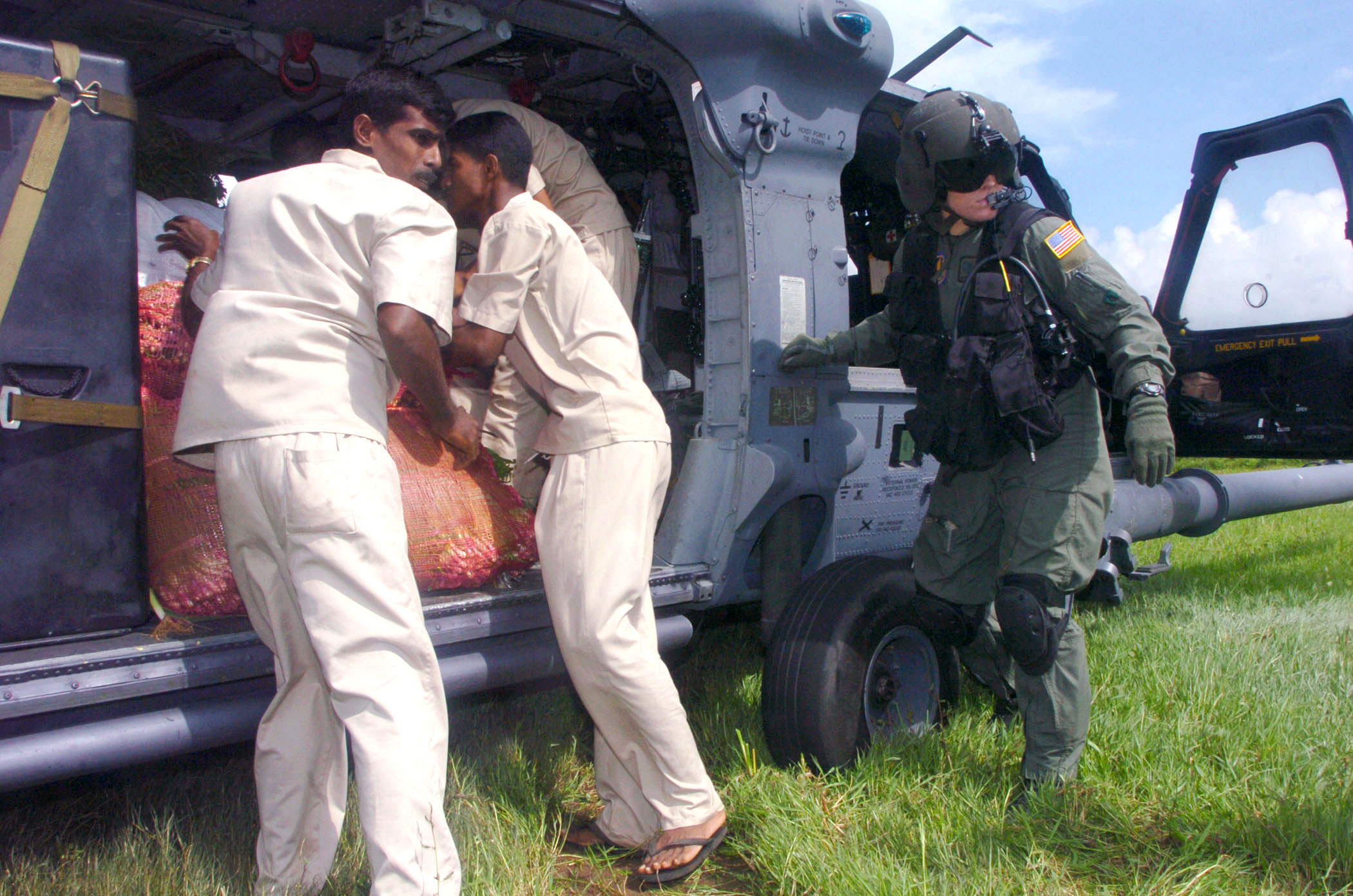
Addetti al soccorso dello Sri Lanka scaricano ortaggi da un elicottero HH-60G Pave Hawk durante una missione di Unified Assistance

Gli Stati Uniti inviarono numerosi aerei da trasporto strategico C-5 Galaxy e C-17 Globemaster III e dieci aerei da trasporto tattico C-130 contenenti provviste per il disastro, nove aerei da pattugliamento marittimo P-3C Orion per sostenere la ricerca e soccorso e diverse squadre del Dipartimento di Stato e di quello della Difesa per coordinare l'ulteriore assistenza. La già ricordata base aeronavale tailandese di U-Tapao funse da "hub" della zona.
Il dispiegamento del 615th Air Mobility Operations Group dalla Travis Air Force Base (California) istituì un elemento di controllo del rifornimento aereo in cui il personale si adoperò per garantire il trasferimento sicuro di 6 685 passeggeri, 5 444 tonnellate di materiali di soccorso e forniture sanitarie nel corso di 817 missioni di aerotrasporto.

## Navi
Il Carrier Strike Group Nine (squadra d'attacco con portaerei), guidato dalla portaerei USS Abraham Lincoln, che era in porto a Hong Kong, fu dislocato sulla costa di Sumatra per fornire sostegno alla provincia indonesiana di Aceh. Del gruppo facevano parte anche l'incrociatore lanciamissili USS Shiloh; i cacciatorpediniere Shoup e Benfold, e la nave appoggio veloce da combattimento USNS Rainier.
Inoltre, un Expeditionary Strike Group (gruppo d'attacco da spedizione) guidato dalla nave da assalto anfibio Bonhomme Richard, che in precedenza aveva in programma una sosta in porto a Guam, fu inviato per prestare assistenza. In totale furono impegnati 48 elicotteri tra United States Navy e Marines. Ogni nave poteva produrre ogni giorno circa 350 000 litri di acqua dolce. Il gruppo comprendeva anche la LPD Duluth, il cacciatorpediniere lanciamissili Milius, la LSD Rushmore, la fregata lanciamissili Thach, il sottomarino a propulsione nucleare Pasadena, l'incrociatore lanciamissili Bunker Hill e l'imbarcazione della guardia costiera Munro.
La marina USA schierò anche la Mercy, una nave ospedale da mille posti letto (inizialmente dotata di personale per seguire fino a 250 pazienti ricoverati).
Furono impiegate altre navi logistiche, come le navi appoggio San Jose e Niagara Falls.
Nel gennaio 2005 nell'area c'erano 24 navi della marina e un'imbarcazione della US Coast Guard. Tra queste navi c'era la nave anfibia d'assalto USS Essex (LHD 2) che aveva sostituito la USS Bonhomme Richard, anche nel ruolo di principale piattaforma dell'operazione per i mezzi ad ala rotante. La USS Essex portava distaccamenti di elicotteri dagli squadroni elicotteri della marina HM-15 e HC-5 ed anche del Marine Medium Helicopter Squadron 262 (HMM-262), le Flying Tigers  ( "Tigri volanti" comandate dal tenente colonnello Kevin "Doogie" Wild). L'ultima nave (la Mercy) lasciò la zona nell'aprile 2005.
Nel concitato passaggio di consegne del 30 dicembre 2004, il ten. col. Kevin H. Wild aveva assunto il comando dell'HMM-262 e immediatamente aveva ricevuto l'ordine di servizio di schierarsi a Sumatra (Indonesia): la sua seconda missione con breve preavviso in due mesi. Lo squadrone lavorò giorno e notte fine settimana di Capodanno per prepararsi al rischieramento. Due CH-46E furono spediti da Kadena Air Base e depositati a Singapore dopo il trasporto con un C-5, altri sei furono spediti con la USS Fort McHenry (LSD-43) il 3 gennaio. Con un distaccamento dello squadrone a Singapore, e il grosso dell'HMM-262 imbarcato sulla Fort McHenry, l'HMM-262 salpò inserito nella Combined Support Force 536 (CSF-536) per sostenere la più grande operazione di assistenza umanitaria/soccorso in disastro (HA/DR in acronimo inglese) della storia, l'operazione Unified Assistance/JTF-536.
L'HMM-262 "The Flying Tigers" svolse una prova di missione a Phuket il 16 febbraio, seguita da prove di missione a Banda Aceh nei due giorni successivi. 
L'HMM-262 trasportò due ex Presidenti degli Stati Uniti (in acronimo inglese: FPOTUS), alcuni ambasciatori, molti esponenti del corpo diplomatico e membri del Secret Service lungo la costa occidentale della Thailandia a nord di Phuket il 19 febbraio. Completata la missione, gli aerei rientrarono sulla  Fort McHenry, diretta a sud verso Sumatra, per trasportare nuovamente i FPOTUS Bush e Clinton intorno all'area di Banda Aceh il 20 febbraio. Il culmine della missione si registrò quando i FPOTUS Bush e Clinton furono trasportati a bordo della Fort McHenry per passare in rassegna i marine e i marinai dell'HMM-262 e i marinai della USS Fort McHenry. Le Flying Tigers ottennero una libera uscita straordinaria a Phuket dal 21 al 24 febbraio, al termine delle missioni con i FPOTUS. Il 25 febbraio la USS Fort McHenry iniziò il viaggio di ritorno ad Okinawa (Giappone). La mattina del 3 marzo, la USS Fort McHenry si trovava circa 50 miglia a sud di Okinawa e l'HMM-262 inviò a riva sei CH-46E per rientrare alla Marine Corps Air Station Futenma (MCAS). Ciò che rimaneva, sia come personale sia come mezzi, rientrò da Singapore in un C-17.

## Effetti
Il giudizio dell'opinione pubblica indonesiana verso gli Stati Uniti migliorò notevolmente nell'anno successivo allo tsunami, balzando dal 15% del 2003 al 38% del 2005, in controtendenza rispetto ad un atteggiamento generale del periodo, meno favorevole all'America. 
Molti indonesiani intervistati indicarono che le iniziative di soccorso americane avevano generalmente migliorato il loro punto di vista sugli Stati Uniti.